# Пимен Панчанка
Пимен Емјаљанавич Панчанка (блр. Пімен Емяльянавіч Панчанка; Талин, 23. август 1917 - Минск, 2. април 1995) био је белоруски и совјетски песник. Носио је титулу Народног песника Белорусије.
Панчанка је почео да пише у младости. Своје прве стихове објавио је 1934. године у часопису „Ударници”, а прву збирку песама „Испуњеност” (Упэўненасць), објавио је 1938. године. Прославио се стиховима написаним за време Другог светског рата, у којем је учествовао као војник Црвене армије од 1939. до 1946. Војевао је на различитим фронотовима: Западном белоруском, Бранском, Каљининском, где је радио на фронтовским новинама „За слободну Белорусију“ и у сатиричном часопису „Партизанска дубока мисао”. Добитник је многих књижевних и ратних награда и ордења: „Народни песник БССР“ (1973), Орден Лењина (1987), Орден Октобарске револуције (1984), Орден Отаџбинског рата II степена (1985), три ордена Радног црвеног знамења (1955, 1971, 1976), два ордена Знак части (1944, 1962), медаља за Ратне заслуге (1943), медаља „Партизану Другог светског рата“ I степена (1943); књижевне награде: Државна награда БССР „Јанко Купала“ (1959, 1968), Државна награда СССР (1981).
На почетку књижевне каријере Панчанка је надахнуће за стихове проналазио у вољеној жени, да би временом та љубав доживела преображај поставши љубав према родној земљи. Љубав према земљи за Пачанка је врховна љубав, а појединци који проливају крв за њу су хероји. Певао је о социјалистичким идејама, богатству родне земље, испреплетености живота и смрти и природи. Природа је за њега место потпуног одмора и предаје својим мислима, а свако живо биће има своје место (често и врло загонетно) у природном поретку. Неколико Панчанкових песама на српски језик превели су Миодраг Сибиновић и Дајана Лазаревић.

## Изабрана дела
- Упэўненасць (1938)
- Вераснёвыя сцягі (1940)
- Тебе, Беларусь! (1942)
- Дарога вайны» (1943)
- Далёкія станцыі (1945)
- Гарачыя вятры (1947)
- Вершы» (1948)
- Прысяга (1949)
- За шчасце, за мір!» (1950)
- Вершы і паэмы» (1952),
- Шырокі свет (1955)
- Выбраныя творы (1956)
- Гарачы лівень (1957)
- Кніга вандраванняў і любові (1959)
- Нью-Ёркскія малюнкі (1960)
- Тысяча небасхілаў (1962)
- Чатыры кантыненты (1964)
- Пры святле маланак (1966)
- Размова з наследнікамі (1967)
- Снежань» (1972)
- Вершы» (1973)
- Выбранае» (1975)
- Крык сойкі (1976)
- Вячэрні цягнік (1977)
- Лірыка» (1980)
- Млечны Шлях» (1980)
- Маўклівая малітва (1981)
- Дзе начуе жаўранак (1983)
- Сіні ранак (1984)
- Лясныя воблакі (1985)
- І вера, і вернасць, і вечнасць (1986)
- Прылучэнне (1987)
- Горкі жолуд (1988)
- Неспакой (1988)
- Высокі бераг (1993)
- Зямля ў мяне адна (1996)